# Crucea de piatră a Logofătului Andreiaș
Crucea de piatră a Logofătului Andreiaș este un monument istoric aflat pe teritoriul orașului Ștefănești din județul Argeș.